# Tephrosia abbottiae
Tephrosia abbottiae är en ärtväxtart som beskrevs av C.E.Wood. Tephrosia abbottiae ingår i släktet Tephrosia och familjen ärtväxter. Inga underarter finns listade i Catalogue of Life.